# Людвіновка
Людві́новка (рос. Людвиновка) — село у складі Октябрського району Оренбурзької області, Росія.

## Населення
Населення — 30 осіб (2010; 47 у 2002).
Національний склад (станом на 2002 рік):
- росіяни — 87 %